# Močový epitel

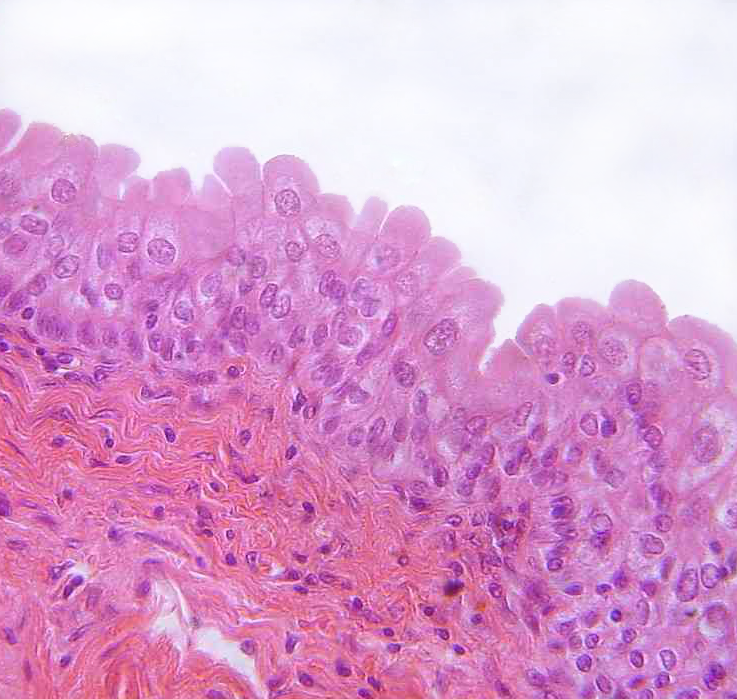
Močový epitel

Močový epitel (též urotel) je typem epitelu vrstevnatého přechodného, který vystýlá vylučovací cesty vedoucí z ledvin.

## Popis
Nachází se v ledvinových kališích a ledvinové pánvičce (zde je epitel pouze dvouvrstvý), ale především v močovodu, močovém měchýři a močové trubici (v její horní části). V močovodu sestává ze čtyř až pěti vrstev, v prázdném močovém měchýři pak dosahuje vrstev šesti a více. Je-li močový měchýř roztažen, má epitel 2-3 vrstvy a buňky na povrchu se oploští.

## Histologie

### Vrstvy epitelu

Přechodní epitel

- Bazální vrstva - pravidelný (kubický) tvar buněk
- Střední vrstva - nepravidelné tvary buněk (polygonální), buňky nejsou těsně spojené
- Svrchní vrstva - obvykle polyploidní či dvoujaderné buňky, vyklenuté do lumina

### Membrána

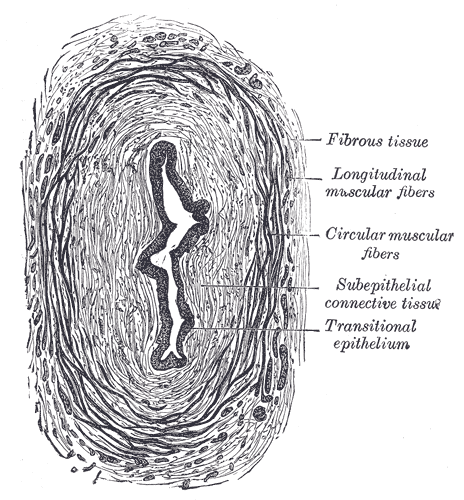
Průřez

Povrchové buňky obaluje zvláštní typ membrány, na níž lze pozorovat tenčí části, tzv. plaky, a části širší (vidíme širší části pravidelně oddělené místy tenčími). V placích jsou ukotvena aktinová filamenta. V nenaplněných močových cestách se membrána řasí a její širší části (tenčí jsou drženy aktinovými filamenty) se vchlipují směrem do lumina (odtud možnost zvětšení povrchu a naplnění močového měchýře bez jeho prasknutí). Díky zvláštnímu chemickému složení je membrána nerozpustná detergenty. Je bohatá na cholesterol, fosfatidylcholin, fosfatidylethanolamin a cerebrosidy (složení podobné myelinu).

## Funkce
Zajišťuje možnost natažení v závislosti na množství tekutiny.
Funkce membrány - vytváří osmotickou bariéru mezi močí a tkáňovou tekutinou (především díky těsným spojům a desmozomům) a chrání tak před negativními účinky moči.
Tento epitel je neprostupný pro vodu a soli.

## Patologie
Mezi nejznámější patologie řadíme tzv. karcinomy (nádory epiteliárních buněk). Urotel je náchylný ke karcinomu v důsledku neustálého kontaktu s močí a chemikáliemi v ní obsaženými. V důsledku kouření se zvyšuje množství karcinogenní látky v moči a je tak hlavní příčinou rakoviny močového měchýře. Nejčastější formu karcinomu močového měchýře představuje karcinom z přechodného epitelu. Existuje i karcinom z dlaždicového epitelu, který je spojován spíše s parazitární infekcí či s chronickým drážděním.
Další známé onemocnění se nazývá infekce močových cest. Většina je způsobena bakterií Escherichia coli. Symptomy: časté nucení na močení, pálivé pocity nebo bolest při močení, zkalená nebo tmavá moč, křeče v podbřišku. Toto onemocnění postihuje častěji ženy.
Onemocnění s podobnými symptomy je intersticiální cystitida (zánět vmezeřené tkáně močového měchýře), ale není pravděpodobně infekčního původu (zatím neznámá příčina).